# Ratiopharm

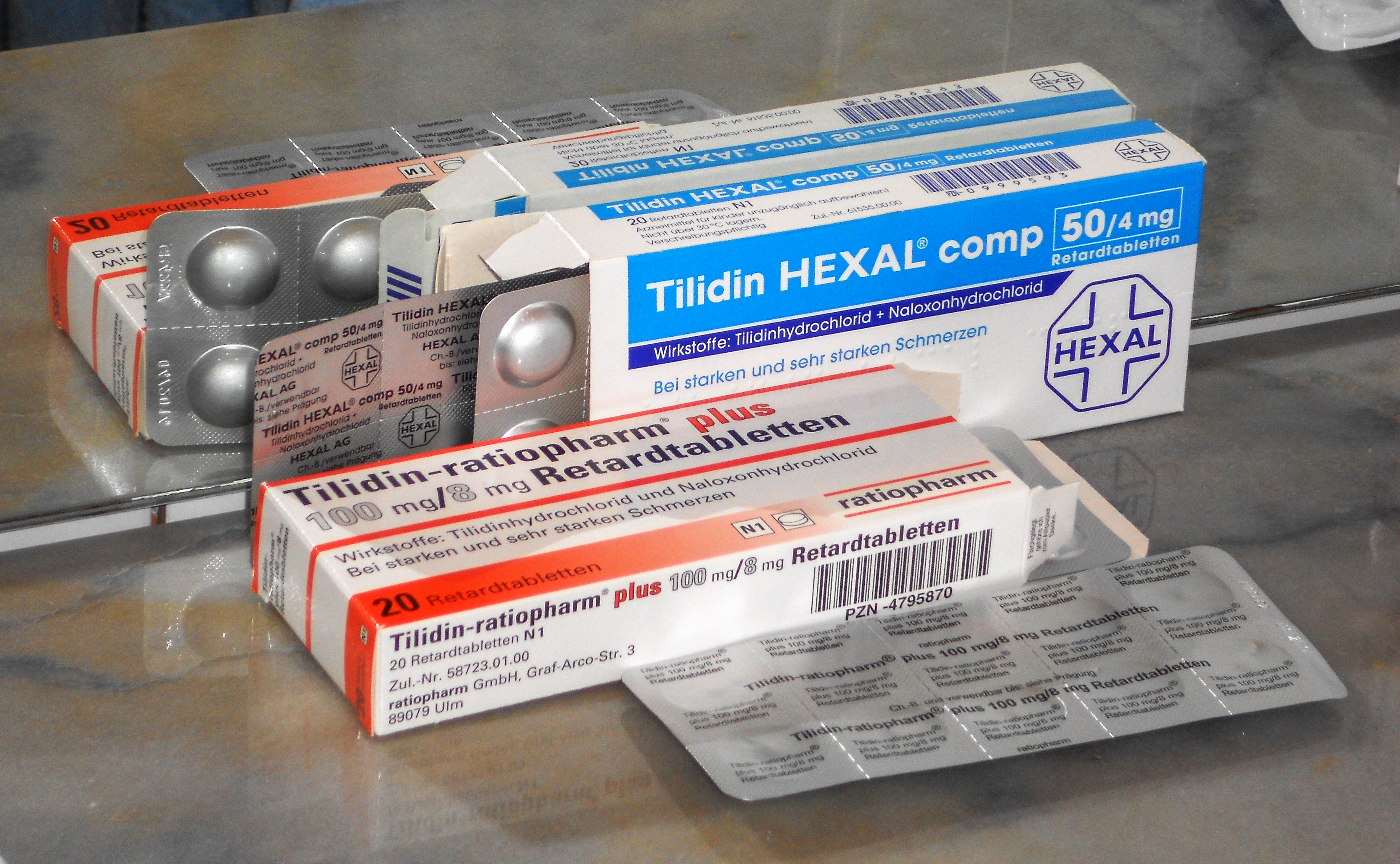
Boite de Tilidin de Ratiopharm

Ratiopharm est un laboratoire pharmaceutique allemand commercialisant principalement des médicaments génériques.
Le 18 mars 2010, le groupe israélien Teva Pharmaceutical Industries acquiert Ratiopharm pour une somme de 3,7 milliards d'euros, dette comprise.